# سهم (تجارة)

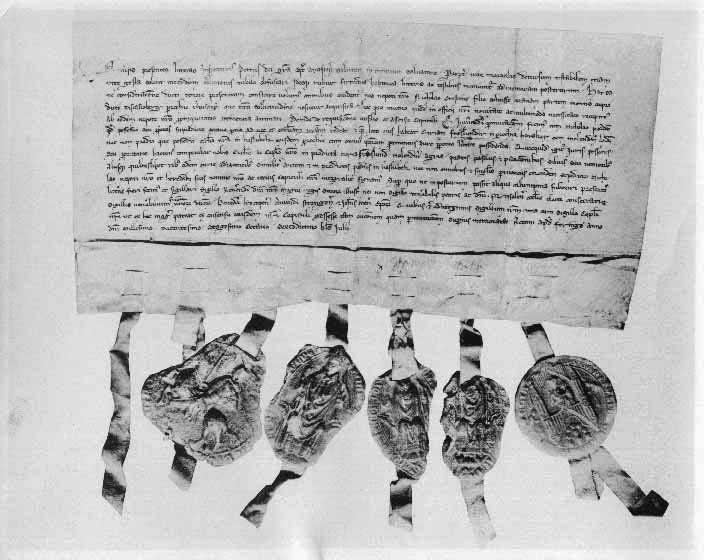

السهم هو نصيب أو حصة أو شئ يمثل ملكية في شركة ما.

## الأسهم كوسيلة للتمويل
تعدّ الأسهم وسيلة للتمويل. ذلك أن الشركات تقوم بعملية نداء عام للإدّخار بهدف جمع الأموال اللازمة لاستثمارات الشركة، مساهمات المدّخرين تكون على شكل أسهم تضمن لحامليها الحق في تلقي قسم من الأرباح، كل حسب نسبة مساهمته. تلقي الأرباح رهين بسياسة الشركة، حيث أنها إما تتبنى سياسة توزيع الأرباح أو سياسة تعبئة الاحتياطي، وفي هذه الأخيرة، تفضل الشركة عدم توزيع الأرباح.

## نبذة عن الأسهم
تتداول الأسهم في سوق الأسهم المالية. تاريخيًا، تميل الأسهم إلى الارتفاع في القيمة بمرور الوقت. كما أنها تتمتع بفرصة لتحقيق أداء أفضل من أنواع الاستثمار الأخرى على المدى الطويل. ورغم ذلك فإن الأسهم تكون عرضة لتقلبات سعرية أكبر من الادوات المالية الأخرى. المتاجر في الأسهم يكون أحد أثنين إما مستثمر أو مضارب.
فالمستثمر هو الذي يشتري سهم شركة ما بعد أن يطّلع على أداء الشركة والتعرف على خدماتها وقوة منتجاتها، ويطّلع على قوائمه المالية الفصلية (ربع، نصف سنوي) والقوائم المالية في ختام السنة المالية. يقوم بالمقارنة بين أداء الشركة في فترات سنوية مختلفة أو بين أداء الشركة وشركة منافسة لها. هذا الأسلوب يُسمى بالتحليل الأساسي (Fundamental Analysis). من يتّبع هذا الأسلوب هو من يريد جني أرباح من توقعة بارتفاع السهم خلال عدة شهور أو سنين أو حتى يتقاضى أرباح من الشركة مقابل حمله لسهم الشركة. واستراتيجية اقتناء السهم بهذه الطريقة تسمى الشراء والاحتفاظ (Buy and Hold) أي امتلاك السهم وبقائة في المحفظة الاستثمارية لفترة.
الصنف الثاني من المتاجرين بالأسهم هو المضارب، وهو من يُحلل السهم باستخدام الرسم البياني الخاص بأداء السهم. لا يلتفت المضارب إلى منتجات وخدمات الشركة ولا إلى القوائم المالية في الغالب. كل ما يهتم به هو حركة السهم التي تتضح من خلال الرسم البياني. وهذا النوع من التحليل يُسمى بالتحليل الفني (Technical Analysis). والمضاربون ينقسمون لأقسام منهم المضارب المتأرجح (Swing Trader) والمضارب اليومي (Day Trader).

## سبب ظهور الشركات المساهمة
لما اتسعت رقعة الدول الاستعمارية واستولت على بعض الدول الفقيرة احتاجت إلى أموال ضخمة لايستطيع الأفراد لتنمية مشاريعها لاستغلال خيرات الدول الفقيرة فمن هنا نشأة فكرة الشركات المساهمة التي تحتوي الأسهم الكثيرة جداً والضخمة حيث يساهم في الشركة كثير من الناس فيجتمع للشركة أموال ضخمة تمكنها من القيام بأعمال تجارية كبيرة.
ومن ثم اتسعت هذه الفكرة وازداد العمل بها حتى أصبح لها الأثر الكبير في اقتصاديات أكثر بلدان العالم حيث تقوم على المشاريع الضخمة من صناعية وتجارية .

## الفرق بين الأسهم والسندات
هناك اختلاف بين الأسهم التجارية والسندات، حيث أن الأسهم تعدّ مشاركة في ملكية الشركة الصادرة للسهم بينما السندات تعدّ دينا على الشركة لصالح حامل السند. ومن ناحية أخرى، السند يضمن لحامله الفوائد السنوية، وبالتالي عديمة المخاطر، أما الأسهم فهي غير ضامنة لحاملها تلقي قسط من أرباح الشركة كما هو مشار في السابق.
مقارنة بين الأسهم والسندات :
الفرق بين السند والسهم :
السهم: صك يمثل حصة في رأس مال شركة مساهمة .
ويمكن القول بأن الأسهم: صكوك متساوية القيمة، غير قابلة للتجزئة وقابلة للتداول بالطرق التجارية، وتمثل حقوق المساهمين في الشركات التي أسهموا في رأس مالها .
أما السند فهو: صك مالي قابل للتداول، يمنح للمكتتب لقاء المبالغ التي أقرضها، ويخوله استعادة مبلغ القرض، علاوة على الفوائد المستحقة، وذلك بحلول أجله. أو هو: تعهد مكتوب بمبلغ من الدين (القرض) لحامله في تاريخ معين نظير فائدة مقدرة.
والفرق بين السهم والسند:
1- السهم يمثل جزءاً من رأس مال الشركة، وأما السند فيمثل جزءاً من قرض على الشركة أو الحكومة .
2- السهم تتغير قيمته أما السند فلا .
3- حامل السند يعدّ مقرضاً أما حامل السهم فيعدّ مالكاً لجزء من الشركة، ولذلك فإن السهم يعطي حامله حق التدخل في الشركة .
4- للسند وقت محدد لسداده أما السهم فلا يسدد إلاّ بعد تصفية الشركة .
5- السند عند الإفلاس يوزع بالحصص، أما السهم فيأخذ مالكه نصيبه بعد سداد الديون .
باختصار السهم فائدته معرضه للربح والخسارة . أما السند : فهو أداة قرض بفائدة محددة وثابتة.

### حكم بيع الأسهم في الإسلام
جائز بيع الأسهم وشراؤها ما إذا كان نشاط الشركة مباحاً وذلك أن تقوم الشركة المساهمة على المضاربة والبكسات والبيع المباح والاقتراض غير الربوي فيجوز بيع الأسهم في هذه الشركة دون غيرها من الشركات الربوية أو من الشركات المختلطة التي تقترض قروضاً ربوية.
وتباح الشركات المختلطة إذا قام المساهم بتحديد نسبة القرض الربوي من ماله الذي ساهم فيه ومن ثم قام بإخراج نسبة هذا القرض الربوي من ماله فيباح المساهمة فيها بهذه الطريقة وإلا لا يصح في الإسلام.

## سعر الإغلاق
سعر الإغلاق هو سعر السهم التجاري عند نهاية الدوام في السوق أو البورصة ويتم التداول في اليوم التالي منذ بدايته بنفس السعر.